# Hokusai
Katsushika Hokusai (葛飾北斎) (31. oktober 1760 – 10. maj 1849) var en japansk maler, kunstner, trykker og ukiyo-eskaber i Edo-perioden. Han blev født i Edo (nu Tokyo). Han er forfatter til 13-bindsværket Hokusai manga (påbegyndt i 1814) og bogen med trætryk 36 landskaber med Fuji, (skabt omkring 1823-1829), som inkluderer Bag den store bølge ved Kanagawa. 
Hokusai er også kendt for sine erotiske tryk i shungastil. Mange af trykkene skabt af Hokusai og Sharaku var faktisk reklamer for bordeller og teatre eller idolportrætter af skuespillere og piger fra tehuse. 

## Træsnit
- Drømmen om fiskerens kone
- Karper
- Spurv og magnolia
- Lilje (yuri)
- Pæonier og kanariefugl
- Onikojima Yataro og Saihoin Akabozu